# Henryk II Walezjusz

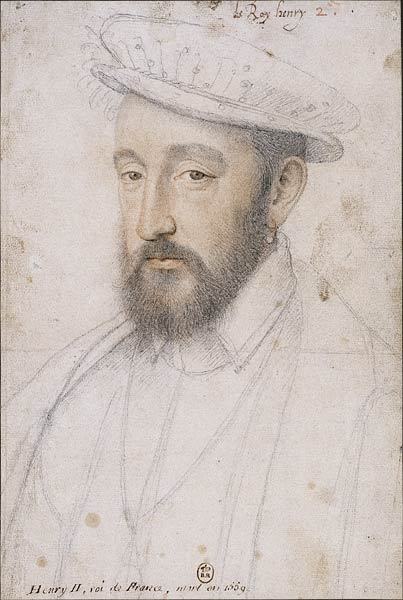
Henryk II Walezjusz

Henryk II (ur. 31 marca 1519 w Saint-Germain-en-Laye, zm. 10 lipca 1559 w Paryżu) – król Francji od 1547 r., syn króla Franciszka I (1494–1547) z dynastii Walezjuszów i Klaudii Walezjuszki.

## Wczesne lata życia
Urodził się jako drugi syn francuskiej pary królewskiej. W latach 1526–1530 przebywał jako zakładnik na madryckim dworze cesarza Karola V. W 1533 r. poślubił Katarzynę Medycejską. Miał wówczas 14 lat. Już rok po ślubie Henryk nawiązał romans ze starszą odeń Dianą de Poitiers, która stanie się najbardziej wpływową osobą we Francji za czasów panowania Henryka.
Henryk był mężem o dorodnej postawie i wielkiej sile fizycznej. Uwielbiał turnieje i wojny. Należał do władców ponurych i małomównych (najprawdopodobniej wiązało się to z przymusowym pobytem w Hiszpanii), zwano go „królem z ołowiu”.
Po śmierci swojego starszego brata Franciszka w 1536 r. Henryk odziedziczył tytuł księcia Bretanii i został delfinem Francji. 31 marca 1547 r., po śmierci ojca, został królem Francji. Jego koronacja odbyła się w Reims 25 lipca 1547 r.

## Panowanie
W okresie jego panowania państwo nadal rozwijało się pomyślnie. Henryk II kontynuował styl rządzenia ojca i także dbał o splendor dworu monarszego. Pomagała mu w tym żona, która utrzymywała na dworze grupy artystów włoskich, utrwalających wpływy renesansu włoskiego we Francji.
Henryk II starał się ograniczyć rozszerzanie się protestantyzmu we Francji. Wobec hugenotów stosowano różnego rodzaju represje karne i w tym celu powołani zostali specjalni komisarze i Izba Karna przy parlamencie paryskim. Powstały w tym czasie dwa wielkie obozy – stronnictwa katolickie i protestanckie, wspierane przez poszczególne rody szlacheckie, walczące o realną władzę polityczną w kraju i prowincjach. Po ustaniu wojen zewnętrznych, napięcia i rywalizacja między nimi jeszcze bardziej wzrosły.

Panowanie Henryka upłynęło na wojnach z Habsburgami. W 1552 znów rozgorzała wojna w północnych Włoszech między Francją a Świętym Cesarstwem Rzymskim. Przeniosła się ona również na pogranicze Francji i cesarstwa (Niemiec). Ofensywa francuska opanowała Lotaryngię. Walczący z cesarzem Karolem V protestanccy książęta Niemiec zawarli sojusz z Henrykiem i obiecali mu trzy biskupstwa w Lotaryngii – Metz, Toul i Verdun. W 1554 r. Francuzi zaatakowali Toskanię, ale ponieśli klęskę w bitwie pod Marciano. W 1556 r. abdykował Karol V. Wojnę kontynuował jego następca na hiszpańskim tronie, Filip II Habsburg.

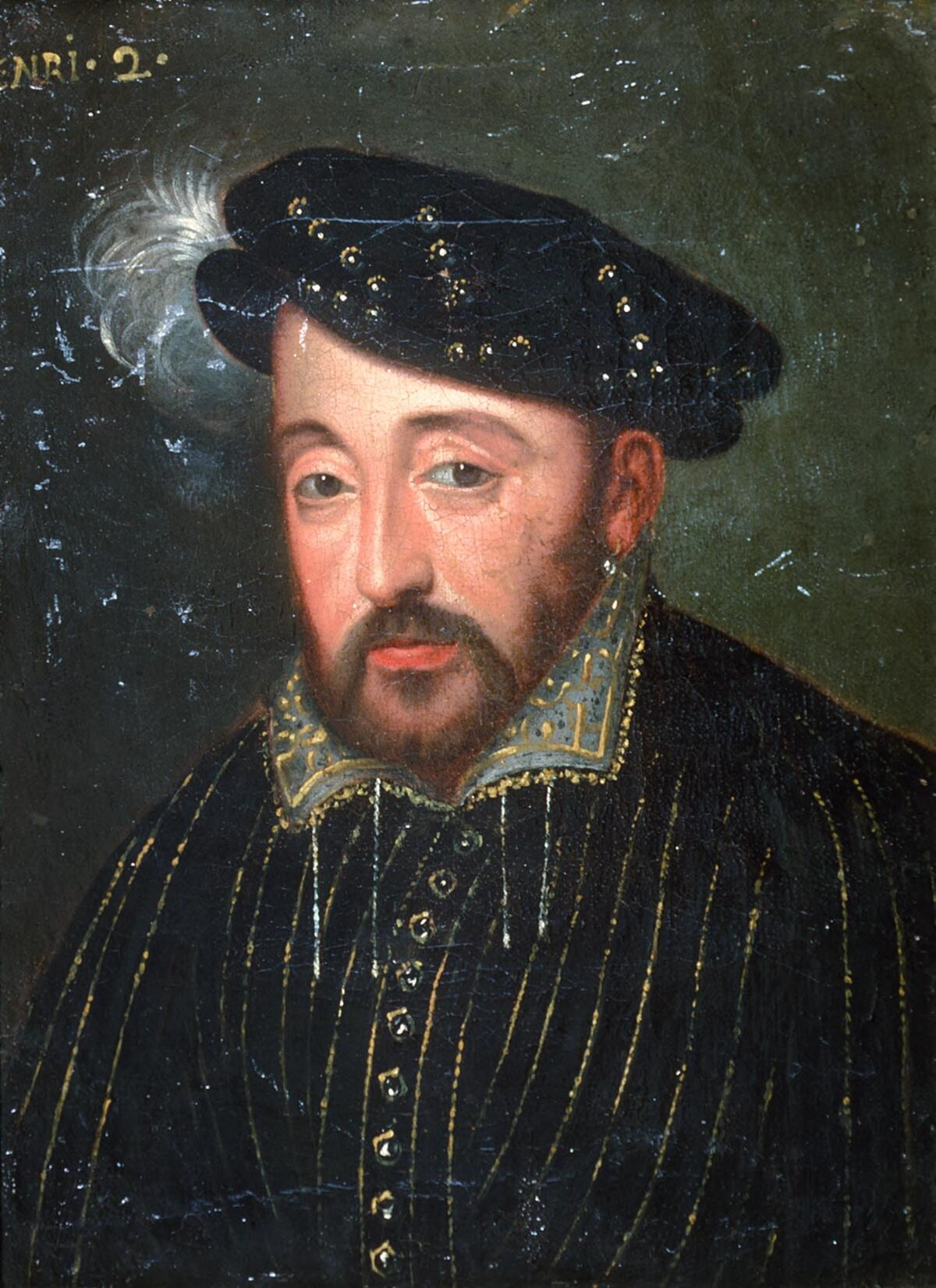
Henryk II Walezjusz

Walki Francji z Cesarstwem toczyły się również w Niderlandach. Tam w 1557 r. armia francuska poniosła ciężką klęskę pod Saint-Quentin. Rok później Francuzów spotkała kolejna klęska – pod Gravelines. W tej sytuacji 3 kwietnia 1559 r. podpisano pokój w Cateau-Cambrésis, który zakończył okres wojen włoskich. Henryk II zrzekł się wszelkich pretensji francuskich do Królestwa Neapolu i Księstwa Mediolanu, ale odzyskał port Calais, ostatni bastion angielski we Francji, pozostały po wojnie stuletniej. W tym traktacie postanowiono również o małżeństwie Filipa II z córką Henryka, Elżbietą.

## Śmierć
W czerwcu 1559 r. Paryż świętował zawarcie pokoju i małżeństwa Elżbiety Walezjuszki i Filipa II. Z tej okazji, przy ulicy Saint-Antoine (między pałacem des Tournelles i Bastylią), urządzono turniej rycerski. 30 czerwca król Henryk, wielki miłośnik turniejów, w przyozdobionej czernią i bielą zbroi (były to barwy Diany de Poitiers), dosiadł konia o imieniu „Nieszczęśliwy” i stanął do walki z trzema przeciwnikami – księciem Sabaudii, księciem de Guise i kapitanem gwardii szkockiej, Gabrielem de Montgomery. Henryk wygrał wszystkie trzy potyczki i poprosił Montgomery’ego o ponowny pojedynek. Montgomery, po pewnych oporach, zgodził się.
Wówczas królowa Katarzyna, która poprzedniej nocy widziała we śnie króla z wybitym okiem, wysłała doń swojego koniuszego Gouffiera z prośbą, aby król zrezygnował ze starcia. Ten jednak nie posłuchał. Ponadto w czasie pojedynku, by lepiej widzieć przeciwnika, podniósł zasłonę hełmu. Lanca Montgomery’ego trafiła króla w napierśnik, ułamała się, a pozostający w ręce Szkota odłamek wbił się w prawe oko króla.
Niektórzy autorzy przypisują Henrykowi słowa dotyczące Montgomery’ego. Król miał mu wybaczyć i prosić, żeby nie był w żaden sposób niepokojony. Jednak relacje naocznych świadków jednoznacznie twierdzą, że król nie odzyskał przytomności. Przewieziono go do pałacu des Tournelles. Natychmiast ściągnięto czterech lekarzy. Aby ułatwić im pracę, ścięto czterech przestępców, aby na ich mózgach lekarze mogli odtworzyć obrażenia króla. Metody te nic nie pomogły. Król zmarł 10 lipca 1559, w wieku 40 lat. Został pochowany w bazylice Saint-Denis.
Jego następcą na tronie Francji został najstarszy syn, Franciszek II Walezjusz. Faktyczną władzę przejęła królowa Katarzyna, dotychczas odsuwana przez męża na dalszy plan. Wygnała ona z dworu Dianę de Poitiers. Montgomery został uwięziony, ale udało się mu zbiec do Anglii. Powrócił do Francji i wziął udział w wojnach religijnych. Został ścięty w 1574 r. na rozkaz Katarzyny.
Śmierć Henryka zapoczątkowała karierę francuskiego lekarza i astrologa Michela de Nostredame, znanego jako Nostradamus. W opublikowanych przezeń w 1555 r. Centuriach miało zawierać się proroctwo, które po czterech latach uznano za zapowiedź śmierci Henryka II. Czterowiersz ten brzmi następująco:
Młody lew starego pokona
Na polu walki w pojedynczym starciu
W złotej klatce oczy mu wykłuje
Jedną z dwóch części, żeby umarł okrutną śmiercią.

## Wywód przodków
| 4. Karol d’Angoulême |  |                           |  |  |              |
|                      |  | 2. Franciszek I Walezjusz |  |  |              |
| 5. Ludwika Sabaudzka |  |                           |  |  |              |
|                      |  |                           |  |  | 1. Henryk II |
| 6. Ludwik XII        |  |                           |  |  |              |
|                      |  | 3. Klaudia Walezjuszka    |  |  |              |
| 7. Anna Bretońska    |  |                           |  |  |              |
|                      |  |                           |  |  |              |

## Małżeństwa i potomstwo
28 października 1533 w Marsylii Henryk poślubił Katarzynę Medycejską (13 kwietnia 1519 – 5 stycznia 1589), córkę Wawrzyńca II Medyceusza, księcia Urbino, i Madeleine de la Tour d’Auvergne, córki Jana III, hrabiego Owernii. Henryk i Katarzyna mieli razem pięciu synów i pięć córek:
- Franciszek II (19 stycznia 1544 – 5 grudnia 1560), król Francji
- Elżbieta (2 kwietnia 1545 – 3 października 1568), żona Filipa II Habsburga, króla Hiszpanii
- Klaudia (12 listopada 1547 – 21 lutego 1575), żona Karola III, księcia Lotaryngii
- Ludwik (3 lutego 1549 – 24 października 1550), książę Orleanu
- Karol IX (27 czerwca 1550 – 30 maja 1574), król Francji
- Henryk III (19 września 1551 – 2 sierpnia 1589), król Polski i król Francji
- Małgorzata (14 maja 1553 – 27 marca 1615), żona Henryka IV Burbona, króla Francji
- Franciszek Herkules (18 marca 1555 – 19 czerwca 1584), książę Andegawenii
- Joanna (ur. i zm. 24 czerwca 1556)
- Wiktoria (24 czerwca – 17 sierpnia 1556), siostra bliźniaczka Joanny

Henryk miał również co najmniej troje nieślubnych dzieci:
- Z Filippą Duci:
  - Diana d’Angouleme (1538 – 11 stycznia 1619), księżna d’Angouleme, żona Orazio Farnese, księcia Castro, i księcia Franciszka de Montmorency
- Z Janet Stewart, nieślubną córką króla Szkocji Jakuba IV:
  - Henryk d’Angouleme (1551 – 2 czerwca 1586), zwany „Le Chevalier d’Angouleme” lub „Bastard d’Angouleme”, wielki przeor Francji, gubernator Prowansji
- Z Nicole de Savigny:
  - Henryk de Saint-Rémy (1557 – 1621), hrabia de Saint-Rémy, baron de Fontette, nie został uznany przez Henryka II, jego potomkinią była Joanna de Saint-Rémy, znana z tzw. afery naszyjnikowej.